# Реал (Миколаїв)
| Гандбольний клуб «Реал» |                                                                  |
| {{{назва_команди}}}     |                                                                  |
| Ліга                    | Чемпіонат України з гандболу серед жінок (жіноча Суперліга),     |
| Країна                  | Україна                                                          |
| Місто                   | Миколаїв                                                         |
| Кольори                 | блакитний, чорний, жовтий                                        |
| Попередні назви         | -                                                                |
| Тренер                  | Наталія Пархоменко (головний тренер) Юлія Грінік (другий тренер) |
| Капітан                 | Діана Червякова                                                  |
| Титули                  |                                                                  |
| Офіційний сайт          | http://real-handball.mk.ua/                                      |

Реал (Миколаїв) — жіночий гандбольний  клуб з Миколаєва, що виступає в Українській жіночій Суперлізі.